# Реувен Дін Ель
Дін-Ель (Діне́ль) Реуве́н (івр. ראובן דינאל; 22 жовтня 1956, Вільнюс, Литовська РСР, СРСР — 27 лютого 2016, Ізраїль) — ізраїльський дипломат і розвідник українського походження.

## Життєпис
Народився в 1956 році у Вільнюсі (Литва). Батько родом з міста Комарно Львівської області, мати з Одеси. Батьки після війни переїхали до Вільнюса.
У 1969 році переїхав в Хайфу (Ізраїль).
Випускник Хайфського університету (факультет політології та міжнародних відносин) та Вищої військової академії ЦАХАЛа.
У 1976—1991 рр. служив у ЦАХАЛі, в тому числі в елітному підрозділі військової розвідки АМАН. Закінчив армійську службу в званні підполковника.
На початку 1990-х років був у складі дипломатичної місії Ізраїлю в Російській Федерації. Він займав посаду радника посольства в Росії, будучи підполковником Моссад.
У 1995 році його затримали в Москві під час отримання таємних слайдів території близькосхідних країн із Центра космічної розвідки ГРУ, і він був оголошений персоною нон ґрата в Росії.
Після повернення в Ізраїль працював в розвідці. Працював в службі по зв'язкам з євреями країн СНД «Натів». У 2009 році його призначили послом Ізраїля в Туркменистані. Але проти цього виступили Росія та Іран. У зв'язку з чим Ізраїль замінив його кандидатуру.
Працював Заступником гендиректора управління портів при міністерстві транспорту Ізраїлю з питань міжнародної співпраці. Був керівником робочої групи із співробітництва в транспортній сфері Ізраїлю з Україною.
З 23 серпня 2011 по 2014 рр. — Надзвичайний і Повноважний Посол Ізраїлю в Києві (Україна).
27 лютого 2016 року — помер від онкологічного захворювання на 60-му році життя.